# Geschichte der Religionsphilosophie
Unter Geschichte der Religionsphilosophie werden hier die philosophischen Grundpositionen auf dem Feld der Religionsphilosophie in historischer Perspektive dargestellt. Zur systematischen Übersicht siehe dort.

## Geschichtlicher Überblick
Obgleich sich Aussagen über Religion und Gott oder die Götter bis in die Anfänge der Philosophie zurückverfolgen lassen, ist die Religionsphilosophie ein Produkt der Aufklärung. Sie entwickelte sich im 18. Jahrhundert aus dem Bemühen, das Wesen des religiösen Glaubens aus der Vernunft und ohne Rückgriff auf Offenbarungsansprüche zu begreifen.
Als Religionsphilosophie der Aufklärung kann der besonders in England stark vertretene Deismus gelten, der den Offenbarungsglauben ablehnte und den moralischen Charakter religiöser Vorschriften betonte. Gotthold Ephraim Lessing – neben Hermann Samuel Reimarus Hauptvertreter deistischer Religionsphilosophie in Deutschland – begriff dann die Offenbarungsreligion im Prozess der „Erziehung des Menschengeschlechts“ als notwendige Übergangsstufe.
Immanuel Kant führte mit der Schrift Die Religion innerhalb der Grenzen der bloßen Vernunft (1793) die aufklärerische Betonung des moralischen Gehalts der Religion fort, indem er Gott als Postulat der praktischen Vernunft einführte.
Friedrich Schleiermacher hingegen versuchte, eine Religionsbegründung aus dem „Gefühl der schlechthinnigen Abhängigkeit“ zu liefern. Gegen ihn wandte sich G.W.F. Hegel (Vorlesungen über die Philosophie der Religion) mit einem spekulativen System, in dem Religion Wissen des göttlichen Geistes von sich selbst im endlichen Geist ist, sodass Gott alles Weltgeschehen durchwaltet und im Denken des Menschen zu sich selbst kommt.
Die zweite Hälfte des 19. Jahrhunderts stand im Zeichen der Religionskritik, v. a. bei Ludwig Feuerbach, Karl Marx, Friedrich Nietzsche und Sigmund Freud.
Um die Wende zum 20. Jahrhundert wurden dann eine Reihe religionsphilosophischer Entwürfe entwickelt, die auch heute noch die gegenwärtige Diskussion prägen.
Ausgehend von der Religionspsychologie (William James), dem Neukantianismus (Hermann Cohen) und dem Konzept eines „religiösen Apriori“ (Ernst Troeltsch, Rudolf Otto) wurde versucht, die Wirklichkeit religiöser Erfahrung zu verteidigen. Positivismus und Sprachkritik bildeten den Ausgangspunkt für den Neuansatz der „analytischen Religionsphilosophie“. Während Alfred Jules Ayer unter Berufung auf die Sinnkriterien des logischen Empirismus die Sinnlosigkeit religiöser Aussagen behauptete, schrieben andere Autoren aus dem Umfeld der Analytischen Philosophie der religiösen Sprache einen pragmatischen (Ronald William Hepburn) oder ethischen (Richard Bevan Braithwaite) Sinn zu. Eine zweite Hauptströmung knüpfte an die Spätphilosophie Ludwig Wittgensteins an und versuchte die Eigenständigkeit religiöser „Sprachspiele“ aufzuzeigen.

## Wichtige Stationen

### Augustinus

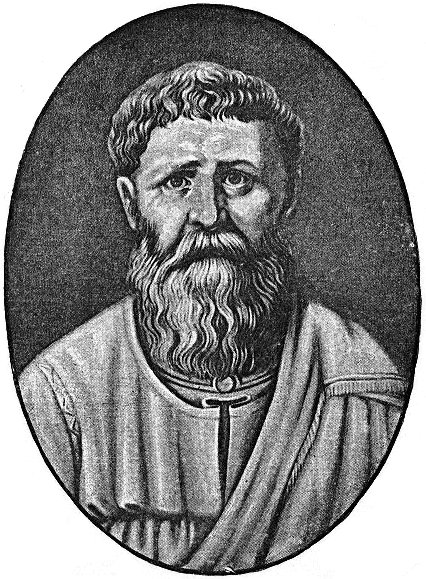
Augustinus

Augustinus Confessiones zählen zu den klassischen Schriften der abendländischen Religionsphilosophie. Sie stehen unter dem Motto „Glaube, der nach Einsicht“ sucht. Augustinus’ Anliegen ist es, anhand seiner eigenen Lebensgeschichte den Weg zu einem intellektuell verantworteten und persönlich angeeigneten Glauben nachzuzeichnen und ihn unter allgemeinen Gesichtspunkten zu betrachten.

#### Der Glaube als Akt der Erkenntnis und des Willens
Eine Grundfrage der Confessiones ist die nach der Priorität von Gebet und Gotteserkenntnis: „Aber wer riefe Dich an, ohne von Dir zu wissen?“ „Oder ruft man zu Dir, auf daß man dich wisse?“. Augustinus kommt zu dem Ergebnis, dass die Frage nicht entschieden werden kann, weil sie eine falsche Alternative formuliert: Gott wird gewusst, indem er angebetet wird. Der Gott, von dem er im Glauben weiß, ist der Gott, den er im Gebet anruft: „Ich will Dich suchen Herr mit meinem Rufen, und ich will Dich rufen, indem ich an Dich glaube“ (Conf. 1,1,1).
Der Glaube ist nicht nur ein Akt der Erkenntnis, sondern auch des Willens. Er bedarf der Zustimmung zum Erkannten und der Entscheidung, den daraus folgenden Weg zu gehen. Diese Entscheidung erfährt der Mensch als Befreiung zu dem, was er eigentlich will. Der Weg zum Glauben ist aber auch abhängig von der persönlichen Biographie und insofern ein Werk der Vorsehung: „vom Herrn werden die Schritt des Menschen gelenkt, und nur so wird sich der Mensch für den Weg des Herrn entscheiden“ (Conf. 5,7,13 nach Ps 37,23).

#### Reden über Gott
Augustinus spricht über das Wesen Gottes in einer anthropomorphen Sprache. Er verwendet dazu als sprachliche Mittel den Superlativ und die Antithese. Gott ist der „Barmherzigste und Gerechteste, der Verborgenste und der Gegenwärtigste“. „Du liebest, doch ohne Wallung; du eiferst, und bist gelassen“. Doch bleiben diese bildhaften Zuschreibungen für Augustinus problematisch: „Und was ist nun gesagt […] was sagt jemand, wenn er von Dir etwas sagt“ (Conf, 1,4,4). Im Grunde ist der Mensch „stumm“, wenn er versucht, etwas Sinnvolles über Gott zu sagen. Trotzdem steht er unter dem Zwang zu sprechen: „Und wehe denen, die über dich schweigen, wo auch die Redseligen noch Stumme sind“. Dieser semantische Skeptizismus wird letztlich aufgefangen durch die Liebe, die im Sprechakt des Gebets, der Anrede Gottes, zum Ausdruck kommt.

#### Gottesbegegnung
Die Begegnung Gottes erfolgt, in dem sich für Augustinus die gleichzeitige Immanenz und Transzendenz Gottes zeigt. Der Gläubige will im Gebet einerseits über sich hinaus kommen und Gott begegnen, andererseits Gott in sich herein rufen. Gott ist im Menschen, insofern er die Ursache dafür ist, dass der Mensch ist. Umgekehrt ist aber der Mensch auch in Gott, insofern Gott allgegenwärtig ist: „Nun aber bin auch ich, was bitte ich also noch, daß Du in mich kommst, der ich nicht wäre, wenn Du nicht in mir wärest? […] Oder vielmehr, wäre ich nicht, wenn ich nicht in Dir wäre […]?“ (Conf. 1,2,2,).
Gott ist für Augustinus überall zu finden – im Himmel wie in der Unterwelt: „Steige ich hinauf in den Himmel, so bist du dort; bette ich mich in der Unterwelt, bist du zugegen“. Die Allgegenwart Gottes genügt aber nicht, um ihm zu begegnen; er kann bei uns sein, ohne dass wir bei ihm sind („Du warst bei mir, ich war nicht bei dir“, Conf. 10,27,38).
Damit wir wirklich zu Gott kommen können, müssen wir seine Antworten auf unsere Fragen auch hören wollen. Gottes Rufen ist zwar unüberhörbar, was Augustinus in starken Metaphern ausdrückt: „Du hast gerufen und geschrien und meine Taubheit zerrissen; Du hast geblitzt, geleuchtet und meine Blindheit verscheucht, hast geduftet, und ich atme ein und jetzt lechze ich nach dir“ (Conf. 10,27,38). Trotzdem können wir vor Gott fliehen, wobei dies letztlich eine Flucht vor uns selbst darstellt: „Du standest doch vor mir; ich aber war auch von mir hinweggegangen und fand nicht einmal mich, geschweige Dich“. Die Flucht nimmt dem Menschen die Lebenskraft, was er im vollen Sinn aber erst in der Umkehr erfährt: „Sie sollen umkehren, und siehe, in ihrem Herzen bist Du da, bist denen im Herzen, die sich Dir bekennen, Dir in die Arme werfen“ (Conf. 5,2,2).

#### Das religiöse Leben
Für den, der sich für den Weg des Glaubens entschieden hat, hat das Leben seine alltägliche Selbstverständlichkeit verloren: „Unter dem Blick Deiner Augen bin ich mir zur Frage geworden, und das ist mein Elend“ (Conf. 10,33,50). Die Entschiedenheit für Gott bewahrt nicht vor Anfechtungen. Augustinus bringt als Beispiel die Lust am Töten, die in der Doppeldeutigkeit der menschlichen Natur begründet liegt: der Hund, der einen Hasen hetzt, die Eidechse, die nach der Fliege schnappt, die Spinne, die sie umwickelt. Der Glaubende kann diese krankhafte Lust heilen, indem er sich vertrauensvoll Gott überlässt und darauf verzichtet, sich zu rechtfertigen: „Du hast mich zuerst geheilt von der Sucht, mich selber zu rechtfertigen, um daraufhin auch all meiner anderen Sündhaftigkeit gnädig zu werden und alle meine Schwächen zu heilen […] Durch die Furcht vor Dir hast Du meinen Hochmut gebeugt und meine Nacken an Dein Joch gewöhnt“ (Conf. 10,36,58).

### Thomas von Aquin

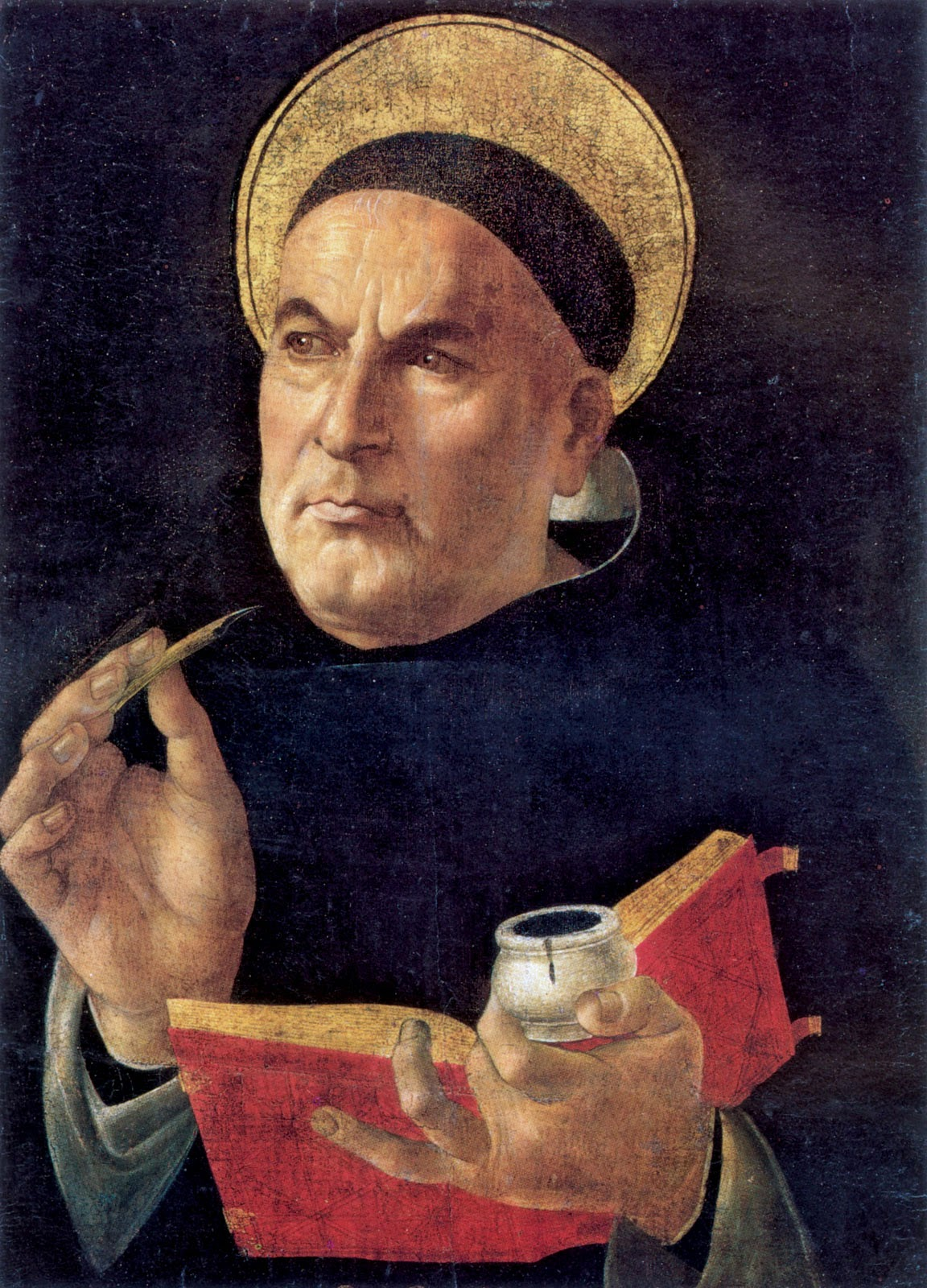
Thomas von Aquin

Thomas von Aquin ist in erster Linie für seine Gottesbeweise bekannt. Diese sollen die Vereinbarkeit des religiösen Glaubens mit der natürlichen Vernunft aufweisen. Der religiöse Glaube erschöpft sich für ihn aber nicht im theoretischen Wissen von der Existenz Gottes, sondern ist im Kern eine Tugend und insofern in der praktischen Vernunft verortet.

#### Die Gottesbeweise
Die Gottesbeweise sollen die Wissenschaftlichkeit der Theologie sichern, indem sie von einer philosophischen Definition des Wortes „Gott“ ausgehen und zeigen, dass das Definiens existiert.
Thomas fragt, ob die Aussage „Gott ist“ an sich einsichtig sei (per se notum). Er kommt zu dem Ergebnis, dass sie in sich betrachtet (in se) einsichtig ist, „weil das Prädikat dasselbe ist wie das Subjekt; denn Gott ist sein Sein“. An sich betrachtet (per se) sei sie aber nicht einsichtig, „weil wir von Gott nicht wissen, was er ist“ (S.th. I 2,1). Da wir keine Erkenntnis des Wesens Gottes haben, sind wir, um zu wissen, ob Gott ist, auf den Weg des Beweises angewiesen. Diesen will Thomas „auf fünf Wegen“ (S.th. I 2,3) vollziehen:
1. aus der Bewegung (ex parte motus): Wir nehmen wahr, dass in der Welt etwas bewegt wird. Alles, was bewegt wird, wird aber von einem anderen bewegt. Die Reihe der Bewegenden kann nicht bis ins Unendliche fortgesetzt werden. Folglich ist es notwendig, zu einem ersten Bewegenden zu kommen, das von keinem anderen bewegt wird.
2. aus der Wirkursache (ex ratione causae efficientis): Wir finden in der Welt eine Ordnung der Wirkursachen vor. Nichts kann aber die Wirkursache seiner selbst sein. Die Reihe der Wirkursachen kann auch nicht bis ins Unendliche fortgesetzt werden. Folglich ist es notwendig, zu einer ersten Wirkursache zu kommen, die Wirkursache ihrer selbst und von allem anderen ist
3. aus dem Möglichen und Notwendigen (ex possibili et necessario): Aus der Erfahrung, dass Seiendes entsteht und vergeht sehen wir, dass es sein oder nicht sein kann. Es ist aber unmöglich, dass das, was auch nicht sein kann, immer ist. Könnte aber alles Seiende auch nicht sein, dann wäre einmal nichts gewesen, und es wäre folglich auch jetzt nichts. Es ist also unmöglich, dass alles Seiende auch nicht sein kann; es muss vielmehr notwendig Seiendes geben.
4. aus den Graden der Vollkommenheit (ex gradibus): Die Erfahrung zeigt uns, dass positive Bestimmungen (gut, wahr, seiend etc.) den Dingen in unterschiedlichem Maße zukommen. Ein Mehr oder Weniger wird aber von den Dingen nur insofern ausgesagt, als sie sich in unterschiedlichem Maße etwas annähern, das am meisten von diesem Sein enthält. Es muss also etwas geben, in dem diese Bestimmungen im höchsten Maße verwirklicht sind und das deren Ursache ist.
5. aus der Teleologie (ex gubernatione rerum): Wir beobachten, dass Seiende, die keine Erkenntnis haben – wie die Naturkörper –, um eines Zieles willen tätig sind. Was aber kein Erkennen besitzt, strebt zu einem Ziel nur, wenn es von irgendeinem Erkennenden gelenkt wird. Also gibt es etwas Erkennendes, von dem alle Naturdinge auf ein Ziel hin ausgerichtet werden.

Jeder dieser Wege geht von Erfahrungstatsachen aus, die in Thomas’ Argumentation nicht zugleich wahr und ihre Konklusion, die Existenz Gottes, falsch sein können. Es handelt sich um deduktive Beweise, die eine notwendige Bedingung für die zu erklärende empirische Tatsache nennen.

#### Der religiöse Glaube als Tugend
Durch die Gottesbeweise erkennen wir für Thomas nur Gottes Beziehung zu den Geschöpfen (S.th. I 12,12). Zudem ist hier die menschliche Vernunft immer dem Irrtum ausgeliefert (S.th. I 1,1).
Die natürliche Gotteserkenntnis kann damit für Thomas das religiöse Phänomen nicht erreichen und nicht die Basis des Glaubens darstellen.
Der Glaube ist für Thomas eine Tugend, d. h. eine Haltung, die das Leben eines Menschen von Grund auf prägt und eine notwendige Bedingung für ein gelingendes Leben darstellt.
Thomas übernimmt von Aristoteles die These, dass das Glück das Ziel des menschlichen Lebens darstellt. Es ist das vollkommene und autarke Gut (perfectum et sufficiens bonum, S.th. I II 5,3), das jedes Übel ausschließt und alles Verlangen und Sehnen erfüllt. Dies ist aber in diesem Leben nicht möglich, da sich viele Übel nicht vermeiden lassen und die Güter wie das Leben selbst vergänglich sind (S.th. I II 62).
Ein Leben allein nach den philosophischen Tugenden des Aristoteles kann das Streben des Menschen daher nicht erfüllen.
Das natürliche Verlangen (desiderium naturale) des Menschen nach Glück kann aber nicht unerfüllt bleiben (S.th. I 12,1). Erst die theologische Tugend des Glaubens erschließt dem Menschen einen absoluten Sinn. Zum Glauben gehören „die Inhalte, die uns direkt zum ewigen Leben hinordnen, z. B.: es sind drei Personen, die Allmacht Gottes, das Geheimnis der Inkarnation Christi“ (S.th. II II 1,6 ad 1).
Für Thomas ist der Glaube die erste aller Tugenden. Er ist aber an andere Haltungen gebunden. So kann die Furcht, die dem Glauben im Wege steht, durch die Tugend der Tapferkeit oder der Stolz, durch den der Intellekt sich weigert, sich der Wahrheit des Glaubens zu unterwerfen, durch die Tugend der Demut beseitigt werden.
Den theologischen Tugenden (Glaube, Hoffnung, Liebe) kommt gegenüber den philosophischen Tugenden der Vorrang zu, da ihr Objekt das letzte Ziel ist. Die Liebe und die Hoffnung haben ihr letztes Ziel im Willen, der Glaube im Intellekt. Da aber das letzte Ziel früher im Intellekt als im Willen sein muss,
ist der Glaube notwendig die erste unter allen Tugenden. Er befähigt, die übernatürlichen Prinzipien, die Glaubensartikel, zu erfassen.
Nur der Wille kann aber das höchste Gut erstreben. Die Tugend, die ihn dazu befähigt, ist die Liebe (caritas). Thomas nennt daher die Liebe „Form des Glaubens“ (S.th. II II 4,5). Erst der durch die Liebe vollendete Glaube (fides formata) ist eine Tugend, nicht aber der Glaube ohne Liebe (fides informis). Im Akt der Liebe erfährt der Wille seine Wesensverwandtschaft (conformitas) mit der in den Glaubensartikeln vorgestellten Sache. Sie bewirkt gewissermaßen eine Art geistlicher Vereinigung zwischen dem Willen und seinem übernatürlichen Ziel (S.th. I II 62,3).

#### Vernunft und Glaube
Zwischen der menschlichen Vernunft und dem Glauben gibt es nach Thomas ein zweifaches Verhältnis. Die Vernunft kann dem Willen zu glauben vorausgehen und die entsprechenden Gründe dafür liefern. In diesem Fall vermindert die Vernunft das Verdienst des Glaubens, da der Mensch wegen der Autorität Gottes und nicht wegen der Einsicht der menschlichen Vernunft glauben solle. Die Vernunft kann dem Willen aber auch nachfolgen; weil der Mensch die auf die Autorität Gottes hin geglaubte Wahrheit liebt, denkt er über diese nach und sucht nach Gründen für sie. Eine solche Begründung widerspricht dem Glauben nicht, sondern vermehrt vielmehr sein Verdienst.
Die Einsichten der Philosophie sind der Theologie grundsätzlich äußerlich, da sie nicht von den obersten Prinzipien der Theologie, den Glaubensartikeln, ausgehen. Die Theologie kann sich aber der Philosophie bedienen, um ihre eigenen Inhalte zu verdeutlichen und zu entfalten (S.th. I 1,5 ad 2). Sie ist ein Hilfsmittel, um die Glaubensartikel zu interpretieren und Zusammenhänge zwischen ihnen darzustellen. Darüber hinaus kann das, was durch die natürliche Vernunft erkannt wird, leichter zu dem hinführen, was über der Vernunft ist. Die philosophischen Argumente beweisen zwar den Glauben nicht, allerdings dürfen für Thomas Glaube und Wissenschaft einander auch nicht widersprechen (S.th. I 1,6 ad 2).

### Immanuel Kant

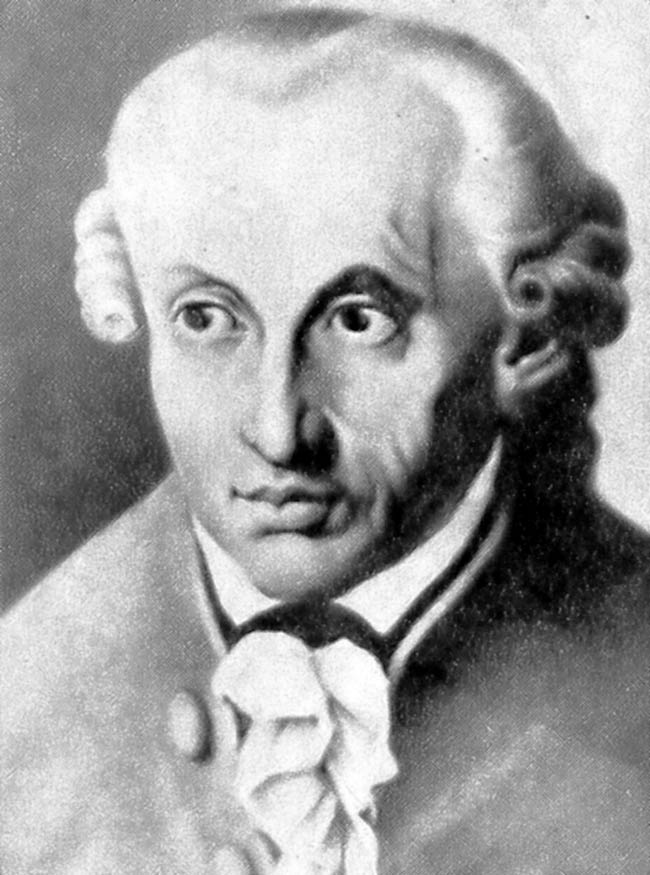
Immanuel Kant

Kants Name wird in der Religionsphilosophie vor allem mit seiner Kritik an den Gottesbeweisen in Verbindung gebracht. Damit war aber für Kant keineswegs eine Ablehnung des Glaubens und der Religion verbunden. Vielmehr ging es ihm darum, „das Wissen aufzuheben, um zum Glauben Platz zu bekommen“ (Immanuel Kant: AA III, 19).
Die Fragen der Religionsphilosophie sind für Kant von größter Bedeutung. Wäre kein Gott, „so würden alle unsere Pflichten schwinden, weil ein Ungereimtheit im Ganzen wäre, nach welcher das Wohlbefinden nicht mit dem Wohlverhalten stimmete, und diese Ungereimtheit würde die andere entschuldigen. Ich soll gerecht gegen andere sein; aber wer sichert mir mein Recht?“ (Immanuel Kant: AA XIX, 130).
Kant entwickelt eine Vernunftreligion. Der Begriff von Gott ist für ihn ein nicht zur Metaphysik, sondern „zur Moral gehöriger Begriff“ (Immanuel Kant: AA V, 138). Die Religion „ist nicht Grund der Moral, sondern umgekehrt“ (Immanuel Kant: AA XIX, 150).

#### Gott als Postulat
Die Antwort auf die zweite Kantische Frage „Was soll ich tun?“ erfährt der Mensch im sittlichen Bewusstsein. Dieses gebietet ihm, nach den unbedingt verpflichtenden praktischen Gesetzen zu handeln (vgl. z. B. KrV, A 807/B 835) und einen Beitrag dazu zu leisten, eine „moralische Welt“ zu realisieren, in der alle Handlungen gemäß dem Sittengesetz sind.
Gleichzeitig ist aber der Mensch ein Wesen, das nach Glückseligkeit verlangt und ihrer bedarf. Dieses Streben darf nicht Motiv des moralischen Handelns sein. Es ist aber Gegenstand der dritten Kantischen Frage „Was darf ich hoffen?“.
Es ist für Kant ein Postulat der reinen praktischen Vernunft, dass der sittlich Handelnde hoffen können muss, der Glückseligkeit teilhaftig zu werden. Der Zusammenhang zwischen Sittlichkeit und Glückseligkeit ist aber in der Sinnenwelt allenfalls zufällig (vgl. Immanuel Kant: AA V, 115); die Natur achtet nicht auf die Würdigkeit der Menschen, glücklich zu sein.
Es muss daher eine höchste Ursache vorausgesetzt werden, die zugleich moralischer Gesetzgeber und Ursache der Natur ist. Diese ist „ein Wesen, das durch Verstand und Willen die Ursache (folglich der Urheber) der Natur ist, d. i. Gott. Folglich ist das Postulat der Möglichkeit des höchsten abgeleiteten Guts (der besten Welt) zugleich das Postulat der Wirklichkeit eines höchsten ursprünglichen Guts, nämlich der Existenz Gottes“ (Immanuel Kant: AA V, 125).

#### Theodizee
Kant versteht unter „Theodizee“ die „Verteidigung der höchsten Weisheit des Welturhebers gegen die Anklage, welche die Vernunft aus dem Zweckwidrigen in der Welt gegen jene erhebt“ (Immanuel Kant: AA VIII, 255).
Der Begriff stellt für Kant eigentlich eine Verlogenheit dar, weil er nicht „die Sache Gottes“ verficht, sondern „die Sache unserer anmaßenden, hierbei aber ihre Schranken verkennenden Vernunft“ (Immanuel Kant: AA VIII, 255). Trotzdem muss für ihn der religiöse Glaube, will er aufrichtig bleiben, in der Lage sein, Antwort auf die gegen ihn erhobenen Einwände zu geben.
Kant unterscheidet drei Arten des „Zweckwidrigen“ oder Übels in der Welt:
- das Übel des Bösen: es ist das schlechthin Zweckwidrige, das weder als Zweck noch als Mittel gebilligt werden kann und widerspricht der Heiligkeit Gottes
- das Übel des Schmerzes: es ist das bedingt Zweckwidrige, das zwar nie als Zweck, jedoch als Mittel gebilligt werden kann: es widerspricht dem Gütigsein Gottes
- das Übel der Ungerechtigkeit: das Missverhältnis zwischen den Verbrechen und den Strafen in der Welt: es widerspricht der Gerechtigkeit Gottes

##### Das Unvermögen der bisherigen Theodizeeversuche
Die traditionellen Strategien zur Lösung des Theodizeeproblems stellen sich für Kant allesamt als unhaltbar heraus.
Zur Lösung des Problems des Bösen gibt es nach Kant drei Strategien:
- Es wird bestritten, dass es das Böse gibt. Das sittlich Schlechte sei ein Verstoß lediglich gegen die menschliche Weisheit. Die göttliche Weisheit urteile nach anderen, uns unbegreiflichen Regeln (1)
- Die Wirklichkeit des Bösen wird zugestanden, und der Schöpfer wird damit entschuldigt, dass er es nicht habe verhindern können, weil es sich aus der Endlichkeit des Menschen ergebe (2)
- Die Schuld für das Böse treffe den Menschen, nicht jedoch Gott. Gott habe das Böse nur zugelassen, nicht aber gebilligt oder gewollt (3)

Kant wendet dagegen ein, dass die Bestreitung des Bösen unserem sittlichen Empfinden widerspreche. Das sittliche Schlechte sei in sich verabscheuungswürdig und könne deshalb niemals Mittel zu einem guten Zweck sein (zu 1). Was sich aus der Endlichkeit des Menschen ergebe, könne ihm nicht zugerechnet und folglich nicht sittlich bewertet werden (zu 2, 3).
Gegen das Problem des Schmerzes als physisches Übel wird vorgebracht, dass der Mensch durch den Kampf mit den Widerwärtigkeiten der Herrlichkeit in einem anderen Leben würdig werden soll. Kant wendet dagegen ein, dass es keinen Grund gebe, der künftigen Glückseligkeit eine Prüfungszeit vorhergehen zu lassen.
Auf das Problem der Ungerechtigkeit wird geantwortet, dass jedes Verbrechen schon eine Strafe aufgrund des damit verbundenen schlechten Gewissens mit sich bringe (Immanuel Kant: AA VIII, 261).
Kant wendet dagegen ein, dass der Tugendhafte seine Gewissenhaftigkeit auf den gewissenlosen Verbrecher überträgt.
Das Leiden an der Ungerechtigkeit in der Welt solle weiterhin die Tugend wachsen lassen, was Kant mit dem Hinweis zurückweist, dass man wenigstens für das Ende des Lebens Lohn für die Tugend und Strafe für das Laster erwarten dürfe, was jedoch nicht zutrifft.
Weiterhin werde gesagt, dass in dieser Welt Wohl und Übel sich daraus ergeben, wie der Mensch mit seiner Geschicklichkeit die Naturgesetze anwende; die Entsprechung von Wohl und Übel zum sittlichen Verhalten des Menschen bleibe einer zukünftigen Welt vorbehalten. Hier weist Kant darauf hin, dass mit dieser Antwort der Bereich der theoretischen Vernunft verlassen werde; „denn was hat die Vernunft für ihre theoretische Vermutung anders zum Leitfaden, als das Naturgesetz“ (Immanuel Kant: AA VIII, 262).

##### Doktrinale und authentische Theodizee
Kant vergleicht die Absicht, die Gott mit dem Übel in der Welt verfolgt, mit einem Gesetzestext.
Dieser kann auf doktrinale und authentische Weise interpretiert werden. Während die philosophischen Versuche, die Absicht Gottes zu verstehen, doktrinal sind, da sie den Willen des Gesetzgebers aus dem Wortlaut des Textes erschließen wollen, führt die authentische Interpretation der Gesetzgeber selbst durch. Kant findet ein Vorbild einer solchen authentischen Theodizee allegorisch in der Geschichte Hiobs.
Hiobs Freunde sind Vertreter einer doktrinalen Theodizee. Sie glauben, alle Übel in der Welt aus der göttlichen Gerechtigkeit erklären zu können, nämlich als „Strafen für begangene Verbrechen“ (Immanuel Kant: AA VIII, 265). Dagegen bringt Hiob sein Vertrauen in den „unbedingten göttlichen Ratschluss“ (Immanuel Kant: AA VIII, 265) zum Ausdruck und spricht nicht über Dinge, „die ihm zu hoch sind, und die er nicht versteht“ (Immanuel Kant: AA VIII, 266). Er zieht die Aufrichtigkeit des Herzens der Einsicht vor und hat die Redlichkeit, seine Zweifel unverhohlen zu gestehen.

#### Reine Vernunftreligion und Offenbarung
Für Kant kann die christliche Offenbarungsreligion auf die Inhalte einer reinen Vernunftreligion zurückgeführt werden und führt nicht über sie hinaus. Er erläutert dies am Beispiel der Unerklärbarkeit des Bösen. So ist die Vernunft nur in der Lage eine Handlung durch zeitlich vorhergehende Handlungen zu erklären. Damit verfehlt sie aber das Phänomen des Bösen, das als freie Handlung und nicht als Naturwirkung betrachtet werden darf. Analog werde im biblischen Bericht vom Sündenfall der ersten Anfang des Bösen nicht dem Menschen, sondern einem „Geist von ursprünglich erhabenener Bestimmung“ zugeschrieben (Immanuel Kant: AA VI, 44).
Die Figur Jesu ist für Kant das Beispiel eines vollkommenen Menschen, die als Vorbild zur Nachahmung dienen kann. Dieses Urbild der Vollkommenheit ist aber immer schon in uns, so dass es nicht nötig ist, es „noch in einem besonderen Menschen hypostasiert anzunehmen“ (Immanuel Kant: AA VI, 64). Für Kant kann nur ein Mensch als Beispiel zur Nachahmung dienen; er lehnt daher das Dogma vom übernatürlichen Ursprung Jesu ab.

#### Das ethische Gemeinwesen
Für Kant läuft der Mensch in der Konfrontation mit seinen Mitmenschen stets Gefahr, von feindseligen Neigungen wie Neid, Herrschsucht und Habgier angefochten zu werden. Dieser Tendenz kann nur eine Gemeinschaft entgegenwirken, die die Beförderung des Guten zum Ziel hat. Kant nennt diese ein „ethisch gemeines Wesen“ oder einen ethischen Staat (Immanuel Kant: AA VI, 94).
Er unterscheidet es vom „rechtlichen gemeinen Wesen“, dem politischen Staat. Während dieser sich mit der Legalität der Handlungen begnügt, fordert ein ethisches Gemeinwesen deren Moralität, d. h., dass das sittlich Richtige um seiner selbst willen getan wird.
Der Gesetzgeber des ethischen Gemeinwesens muss imstande sein, eine Gesinnung vorzuschreiben, sie zu durchschauen und zu sanktionieren. Dies ist identisch mit dem Begriff von Gott als einen „moralischen Weltherrscher“ (Immanuel Kant: AA VI, 99).
Aufgrund seiner sinnlichen Natur ist der Mensch nicht in der Lage, das ethische Gemeinwesen in dieser Welt vollständig zu verwirklichen. Auf dem Weg zum Reich Gottes, der Einheit der Menschen unter den Tugendgesetzen, ist er auf die tatsächlich existierenden Religionen und Kirchen angewiesen (Immanuel Kant: AA VI, 151).

#### Offenbarungs- und Vernunftglaube
Der Offenbarungsglaube stellt für Kant eine gegenüber dem Vernunftglauben defizitäre Form des Glaubens dar. Er beruht auf historischen Tatsachen und kann daher nur eine zeitlich und räumlich begrenzte Verbreitung haben. Er ist in diesem Sinne zufällig und kann daher nicht „als den Menschen überhaupt verbindend betrachtet werden“ (Immanuel Kant: AA VI, 104).
Aufgrund der menschlichen Schwäche, „zu den höchsten Vernunftbegriffen und Gründen immer etwas Sinnlich-Haltbares, irgendeine Erfahrungsbestätigung u. dgl. zu verlangen“ (Immanuel Kant: AA VI, 109) ist er aber ein notwendiges Vehikel für den Vernunftglauben. Dieser fordert ausschließlich die Befolgung der Pflichten gegenüber den Menschen.

### Ludwig Wittgenstein

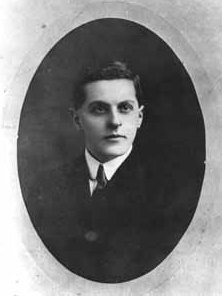
Ludwig Wittgenstein

Wittgenstein hat sich zum Thema Religion vor allem in der Form von Aphorismen und Reflexionen geäußert. Diese finden sich hauptsächlich in seinen Gesprächen mit seinem Schüler Maurice O’Connor Drury und den aus seinem Nachlass herausgegebenen Vermischten Bemerkungen. Darüber hinaus können wesentliche Teile seiner Hauptwerke als Vorbereitung für ein tieferes Verständnis des Phänomens Religion angesehen werden.

#### Philosophie und Religion
Mit den Mitteln der Metaphysik kann für Wittgenstein der Bereich des Religiösen nicht erfasst werden. Die Philosophie hat für Wittgenstein die Aufgabe, die geistige Enge zu beseitigen, die von der Metaphysik errichtet wurde: „Es gibt eine latente Metaphysik, die allen Naturwissenschaften und sogar den Formulierungen der Umgangssprache zugrunde liegt, und diese Metaphysik muß bloßgestellt und aus dem Weg geräumt werden“ (PR 126f.). Wir müssen diese unbewusste Metaphysik bewusst machen und uns so von ihrem Anspruch befreien.
Im Tractatus Logico-Philosophicus bezeichnet Wittgenstein die Philosophie als „Leiter“, auf der man über ihre Sätze hinaussteigt und die man wegwirft, nachdem man auf ihr aufgestiegen ist (TLP 6.54). Die Philosophie soll „das Undenkbare von innen durch das Denkbare begrenzen“ (TLP 4.114). Den Bereich jenseits dieser Grenze nennt Wittgenstein das „Ethische“ oder „Mystische“. Es ist „nicht wie die Welt ist […], sondern daß sie ist“ (TLP 6.44). Wittgenstein beschreibt dieses Erlebnis als Staunen, das sich mit Formulierungen beschreiben lasse wie: „‚Wie sonderbar, daß überhaupt etwas existiert‘, oder ‚Wie seltsam, daß die Welt existiert‘“ (LE 14).

#### Die religiöse Sprache
Die religiöse Sprache arbeitet mit Symbolen, die sich nicht in ein argumentierendes philosophisches System auflösen lassen. Ein wesentliches Merkmal der religiösen Sprache ist die Haltung der Ehrfurcht. Diese unterscheidet sie von der Sprache der Philosophie, weshalb z. B. bei Platons Rede über die Götter „sich jene Ehrfurcht nicht einstellt, die man in der Bibel überall fühlt“ (PR 221).
Die Haltung der Ehrfurcht findet ihren Ausdruck in der Sprache des Gebets. Getrennt von dieser Haltung wird die religiöse Sprache zur „Schurkerei“ (PR 120).

#### Merkmale des Glaubens
Der Glaube bedarf für Wittgenstein keiner Rechtfertigung durch einen philosophischen Beweis; so sei jeder Versuch aus dem Katholizismus „ein philosophisches System zu machen […] anstößig“ (PR 148). Der Glaube entspringt der Sehnsucht nach Erlösung: „Menschen sind in dem Maß religiös, als sie sich nicht so sehr unvollkommen, als krank glauben. Jeder halbwegs anständige Mensch glaubt sich höchst unvollkommen, aber der religiöse glaubt sich elend“ (VB 513).
Weil es das Herz ist, das erlöst werden muss, kann der Glaube nicht eine Sache des Verstandes sein; er ist „Glaube an das, was mein Herz, meine Seele braucht, nicht mein spekulierender Verstand“ (VB 496). Erlösen kann nur ein gewisser Glaube und keine philosophische Spekulation: „Wenn ich aber wirklich erlöst werden soll, - so brauche ich Gewißheit – nicht Weisheit, Träume, Spekulation – und diese Gewißheit ist der Glaube“ (VB 541).
Der religiöse Glaube ist mehr als die Zustimmung zu einer Lehre: „Eine gute Lehre nämlich muß einen nicht ergreifen; man kann ihr folgen wie der Vorschrift eines Arztes. - Aber hier muß etwas ergriffen und umgedreht werden“ (VB 525). So sage das Christentum „daß alle guten Lehren nichts nützen. Man müsse das Leben ändern“ (VB 525).
Der religiöse Glaube ist „ein Vertraun“ (VB 551). Er erschließt eine Dimension der Tiefe und inneren Stille: „Die Religion ist sozusagen der tiefste ruhige Meeresgrund, der ruhig bleibt, wie hoch auch die Wellen gehen“ (VB 525).
Der christliche Glaube beruht nicht in erster Linie auf der historischen Wahrheit der vier Evangelien, sondern ist „Resultat des Lebens“ (VB 494). Die historische Nachricht will dem Menschen etwas sehen lassen und nur das Leben kann ihm die Erfahrungen vermitteln, die ihn dazu befähigen.

#### Der Gottesbegriff
Wie der Glaube kann auch der Gottesbegriff nur als „Resultat des Lebens“ verstanden werden. Vom Wort „Gott“ kann es keine „grammatische Beschreibung“ geben. Er kann nur durch „eine Art Beispielsammlung“ verstanden werden (VB 566f.). Diese muss die Erfahrungen im Leben des Menschen beschreiben wie Sünde, Verzweiflung und Leid. Sie „zeigen uns Gott nicht wie ein Sinneseindruck einen Gegenstand, noch lassen sie ihn vermuten. Erfahrungen, Gedanken, - das Leben kann uns diesen Begriff aufzwingen“ (VB 571).

#### Der Ritus
Der Glaube drückt sich wesentlich durch religiöse Riten aus. Diese sind in der Terminologie des späten Wittgenstein Sprachspiele und in einer bestimmten Lebensform verwurzelt, die das Fundament unseres Wissens darstellt. Lebensformen sind faktische, durch die Natur oder Kultur gegebene Verhaltensweisen des Menschen, die nicht gerechtfertigt sind und nicht gerechtfertigt werden können. So bezeichnet Wittgenstein den Menschen als ein „zerimonielles Tier“: Menschen führen „außer Handlungen, die man tierische nennen könnte, der Nahrungsaufnahme, etc.“ auch solche aus, „die man rituelle Handlungen nennen könnte“ (BFGB 35).

### Einführungen und Handbücher
- Paul Copan, Chad Meister (Hrsg.): Philosophy of Religion. Classic and Contemporary Issues, VCH Wiley 2007, ISBN 1-4051-3989-7. Kapitel zu religiöser Erfahrung; Religion und (Natur-)Wissenschaft; Reformed Epistemology; Religionstheologischer Pluralismus; Gottesbeweistypen; Naturalismus; Göttliche Eigenschaften; Freiheit; Verborgenheit Gottes; Kurzüberblicke zu kontinentaler, östlicher, feministischer Religionsphilosophie.
- Paul Copan, Paul K. Moser (Hrsg.): The Rationality of Theism. Routledge, London 2003, ISBN 0-415-26332-8. Kapitel zu religiöser Sprache und Verifikationismus; Glaube, Evidentalismus und epistemologischer Fundamentalismus; Inspiration und Wissen von Gott; (Natur-)Wissenschaft und Theismus; Typen von Gottesbeweisen; Religiöse Erfahrung; Bewusstseinstheoretische Argumente; Wunder; Kohärenz theistischer Grundannahmen; Problem des Bösen.
- William Lane Craig (Hrsg.): Philosophy of Religion. A Reader and Guide. Rutgers UP, New Brunswick, N.J. 2002. Exemplarische, größtenteils zur Standardlektüre zählende Aufsätze führender Experten v. a. analytischer Religionsphilosophie zu Themen religiöser Epistemologie, natürlicher Theologie (v. a. Gottesbeweistypen), Kohärenz theistischer Grundannahmen (Allwissen usw.), Problem des Bösen, Seele und ewiges Leben, Themen christlicher Theologie (Trinität, Hölle, Gebet u. a.).
- Brian Davies (Hrsg.): An introduction to the philosophy of religion. 3. Auflg. Oxford Univ. Press, Oxford u. a. 2004, ISBN 0-19-926347-7. Sammlung von klassischen Texten, z. B. von Platon, Anselm von Canterbury, Thomas von Aquin, Immanuel Kant u. a. m., sowie Klassikern analytischer Religionsphilosophie, z. B. Flew, Ayer, Swinburne, Mackie, Plantinga u. a. m., sortiert nach Themen wie Philosophie und religiöse Überzeugungen, Rede von Gott, Gottesbeweise, Göttliche Eigenschaften, Problem des Bösen, Moral und Religion, Ewiges Leben.
- Hermann Deuser: Religionsphilosophie. Walter de Gruyter, Berlin 2009, ISBN 978-3-11-016190-8.
- Peter Fischer: Philosophie der Religion. Vandenhoeck & Ruprecht, Göttingen 2007, ISBN 978-3-8252-2887-3.
- Anthony Kenny: What is Faith? Essays in the philosophy of religion. OUP, Oxford 1992, ISBN 0-19-283067-8.
- Franz von Kutschera: Vernunft und Glaube, Berlin 1991.
- Winfried Löffler: Einführung in die Religionsphilosophie. WBG 2006, ISBN 3-534-15471-1.
- William E. Mann (Hrsg.): The Blackwell guide to the philosophy of religion. Blackwell Pub., Oxford u. a. 2005, ISBN 0-631-22129-8. (Blackwell philosophy guides; 17)
- Michael Joseph Murray, Michael C. Rea: An introduction to the philosophy of religion. Cambridge University Press, Cambridge u. a. 2008. (Cambridge introductions to philosophy)
- Willi Oelmüller, Ruth Dölle-Oelmüller: Grundkurs Religionsphilosophie. W. Fink, München 1997.
- Michael L.Peterson u. a.: Philosophy of religion. Selected readings. Oxford Univ. Press, NY 1996, ISBN 0-19-508909-X.
- Louis P. Pojman: Philosophy of religion: An anthology. Wadsworth, Belmont 1986.
- Philip Quinn; Charles Taliaferro (Hrsg.): A Companion to Philosophy of Religion. Oxford 1999, ISBN 0-631-19153-4.
- Friedo Ricken: Religionsphilosophie. Kohlhammer, Stuttgart 2003, ISBN 3-17-011568-5.
- William Wainwright J. (Hrsg.): The Oxford handbook of philosophy of religion. Oxford Univ. Press, Oxford u. a. 2005, ISBN 0-19-513809-0. (Oxford handbooks in philosophy)
- Christian Weidemann: Die Unverzichtbarkeit natürlicher Theologie, Freiburg i. Br. 2007, ISBN 3-495-48279-2 Mit dem Karl-Alber-Preis 2007 ausgezeichnete Dissertation zu sprachphilosophischen, erkenntnistheoretischen, phänomenologischen und moralischen Einwänden gegen die Möglichkeit natürlicher Theologie. Auseinandersetzung mit dem Nonkognitivismus, Wittgenstein, Pascal, Kant, dem Pragmatismus und der reformierten Erkenntnistheorie.
- Keith E. Yandell: Philosophy of religion: a contemporary introduction. Routledge, London u. a. 1999, ISBN 0-415-13213-4. (Routledge contemporary introductions to philosophy)

### Fachzeitschriften
siehe Liste der Philosophiezeitschriften#Zeitschriften nach Themen

## Gesellschaften und Organisationen
- Deutsche Gesellschaft für Religionsphilosophie
- Institut für Religionsphilosophische Forschung
- Österreichische Gesellschaft für Religionsphilosophie